# Liste der Nummer-eins-Hits in Kanada (1983)
Diese Liste enthält alle Nummer-eins-Hits in Kanada im Jahr 1983. Es gab in diesem Jahr 27 Nummer-eins-Singles.
| Singles |
| --- |
| - Toni Basil – Mickey - 4 Wochen (25. Dezember 1982 – 21. Januar 1983) - Musical Youth – Pass the Dutchie - 3 Wochen (22. Januar – 11. Februar) - Toto – Africa - 1 Woche (12. Februar – 18. Februar) - Marvin Gaye – Sexual Healing - 2 Wochen (19. Februar – 4. März) - Culture Club – Do You Really Want to Hurt Me - 2 Wochen (5. März – 18. März) - Duran Duran – Hungry Like the Wolf - 1 Woche (19. März – 25. März) - Michael Jackson – Billie Jean - 2 Wochen (26. März – 9. April) - Styx – Mr. Roboto - 2 Wochen (10. April – 23. April) - Thomas Dolby – She Blinded Me with Science - 2 Wochen (25. April – 6. Mai) - David Bowie – Let’s Dance - 2 Wochen (7. Mai – 13. Mai) - Michael Jackson – Beat It - 2 Wochen (14. Mai – 3. Juni) - Irene Cara – Flashdance... What a Feeling - 3 Wochen (4. Juni – 24. Juni) - Eddy Grant – Electric Avenue - 1 Woche (25. Juni – 1. Juli) - The Police – Every Breath You Take - 2 Wochen (2. Juli – 16. Juli) - Elton John – I'm Still Standing - 1 Woche (17. Juli – 23. Juli) - Michael Jackson – Wanna Be Startin’ Somethin’ - 2 Wochen (24. Juli – 5. August) - Billy Idol – White Wedding - 1 Woche (6. August – 12. August) - Bonnie Tyler – Total Eclipse of the Heart - 2 Wochen (13. August – 26. August) - Madness – Our House - 2 Wochen (27. August – 9. September) - Eurythmics – Sweet Dreams (Are Made of This) - 2 Wochen (10. September – 23. September) - Michael Sembello – Maniac - 3 Wochen (24. September – 14. Oktober) - The Police – King of Pain - 1 Woche (15. Oktober – 21. Oktober) - The Fixx – One Thing Leads to Another - 1 Woche (22. Oktober – 28. Oktober) - Spandau Ballet – True - 2 Wochen (29. Oktober – 11. November) - Kenny Rogers and Dolly Parton – Islands in the Stream - 2 Wochen (12. November – 25. November) - Lionel Richie – All Night Long (All Night) - 3 Wochen (26. November – 16. Dezember) - Paul McCartney and Michael Jackson – Say Say Say - 4 Wochen (17. Dezember 1983 – 13. Januar 1984) |